# 惠普實驗室

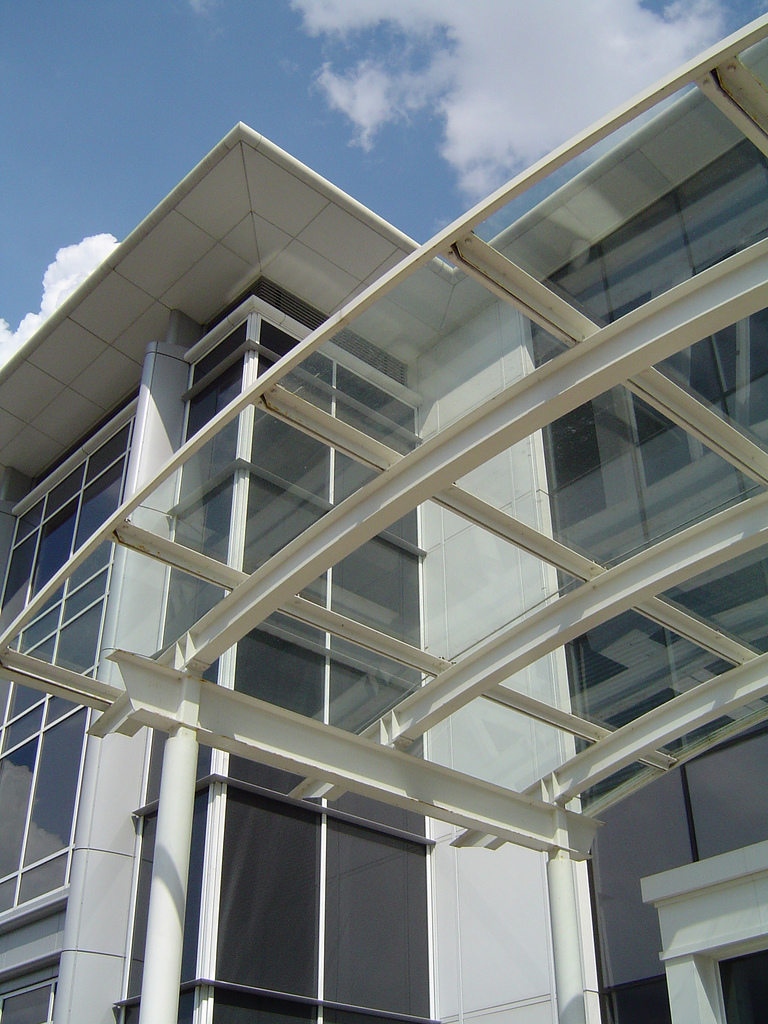
布里斯托尔的惠普实验室

惠普實驗室（英語：HP Laboratories，HP Labs），隸屬於惠普公司的商業實驗室，負責先進技術的研發。目前在全球約有600名研究員。
惠普實驗室由惠普公司創辦人威廉·休利特與戴维·帕卡德在1966年成立，他們希望建立一個以未來為目標的實驗與研發中心，這個實驗室不用費心在每日例行的商業考量。

## 外部連結
- 官方网站